# 24. září
24. září je 267. den roku podle gregoriánského kalendáře (268. v přestupném roce). Do konce roku zbývá 98 dní.

## Události

### Česko
- 1483 – V Praze na staroměstské a novoměstské radnici došlo k defenestraci purkmistra a sedmi konšelů. Jedná se o druhou pražskou defenestraci.
- 1815 – Po řadě neúspěšných pokusů proběhla ve Stromovce první zkušební jízda českého parovozu Josefa Božka, první tohoto druhu na kontinentě za přítomnosti veřejnosti.
- 1878 – Při zahajovacím zasedání sněmu Království českého pronesli poslanci zvolení za Národní stranu (staročeskou) tzv. státoprávní ohrazení, v němž sice ohlásili svoji vůli podílet se na práci sněmu, aniž by tím však ustoupili od zásad českého státního práva, které až dosud hájili.
- 1905 – V Praze se shromáždilo více než 50 000 lidí, aby požadovali zavedení všeobecného volebního práva. Demonstrace se pak konaly rovněž v dalších českých a moravských městech.
- 1937 – Premiéra českého filmu Tři vejce do skla režiséra Martina Friče s Vlastou Burianem v hlavní trojroli. Jde o 24. film Vlasty Buriana.
- 1938 – V Šumperku byl zavražděn kvůli svým protifašistickým postojům lídr Německého hospodářského svazu Franz Hroch
- 1943 – Premiéra českého detektivního filmu s Karlem Högerem Čtrnáctý u stolu. Režii filmu měli Oldřich Nový a Antonín Zelenka
- 1945 – Jan Werich s rodinou opouští po šestileté emigraci Spojené státy a vrací se do Prahy
- 1946 – Ministr zemědělství Július Ďuriš za KSČ vystoupil při zasedání vlády s návrhem šesti zemědělských zákonů. Nejvýznamnější z nich byl zaměřen na přehodnocení výsledků pozemkové reformy provedené za předmnichovské republiky.
- 1957 – Do kin jde budovatelský film K. M. Walló Botostroj podle stejnojmenné knihy T. Svatopluka, kritizující poměry ve firmě Tomáše Bati.
- 1957 – V noci z 24. září na 25. září byl v Ústavu jaderné fyziky v Řeži uveden do provozu první československý jaderný reaktor.
- 1965 – Premiéra českého černobílého filmu režiséra Zdeňka Podskalského Bílá paní. Kvůli satirické kritice bylo během normalizace zakázáno film promítat.
- 1998 – Předseda Křesťanské a demokratické unie – Československé strany lidové Josef Lux vzhledem k vážnému onemocnění odstoupil ze všech svých funkcí. Jeho nástupcem v čele strany se stal Jan Kasal.
- 2005
  - Stanislav Gross rezignoval na funkci předsedy ČSSD
  - V Pardubicích se konal sjezd mimoparlamentní Strany zelených; předsedou byl zvolen bývalý ministr Martin Bursík.
- 2017 – Evropský tým tenistů porazil zbytek světa 15-9 v prvním ročníku nově založeného Laver Cup Tennis, hraného v Praze. U zrodu americko-australsko-švýcarského projektu stál tenista Roger Federer a Tomáš Berdych.
- 2024 – Předseda vlády Petr Fiala oznámil, že navrhne prezidentu republiky odvolání ministra pro místní rozvoj Ivana Bartoše kvůli nezvládnuté digitalizaci stavebního řízení. Bartošovi kolegové z Pirátské strany to na emotivní tiskové konferenci označili za podraz a vykopnutí Pirátů z koaliční vlády.

### Svět
- 0366 – Papež Liberius umírá, jeho nástupcem se stává Damasus I. jako 37. papež
- 0622 – Mohamed dokončil svoji hidžru (přesídlení z Mekky do Medíny).
- 0787 – Byl zahájen Druhý nikajský koncil, který ukončil první fázi obrazoborectví v Byzantské říši.
- 1688 – V Londýně otevřeli nové divadlo Royal Court Theatre
- 1794 – Pozůstatky Jeana-Paula Marata jsou přeneseny do pařížského Panthéonu, smuteční řeč pronesl markýz Donatien Alphonse de Sade
- 1845 – V Americe je založen první basebalový klub
- 1853
  - Francie anektuje Novou Kaledonii
  - americký podnikatel Cornelius Vanderbilt podnikl na své jachtě první kolem světa
- 1890 – Mormonská církev se oficiálně zřekla polygamie
- 1921 – 258. Papež Benedikt XV. věnuje 1 milión lir na pomoc hladomoru v Rusku
- 1948 – Byla založena firma Honda Motor Comp., japonský výrobce osobních a nákladních automobilů a motocyklů.
- 1950 – Začátek operace Létající koberec - přesun všech Židů z Jemenu do Izraele
- 1957 – V Barceloně byl otevřen Camp Nou, největší fotbalový stadion v Evropě.
- 1973 – Guinea-Bissau vyhlásila nezávislost na Portugalsku.
- 1991
  - Grungeová skupina Nirvana vydala své nejslavnější album Nevermind, obsahující hymnu 90. let „Smells Like Teen Spirit“.
  - Skupina Red Hot Chili Peppers vydala album Blood Sugar Sex Magik.
- 2015 – Nejméně 700 lidí zemřelo během muslimské poutě Hadždž důsledkem tlačenice v táboře poutníků v údolí Miná v Saúdské Arábii.

## Narození

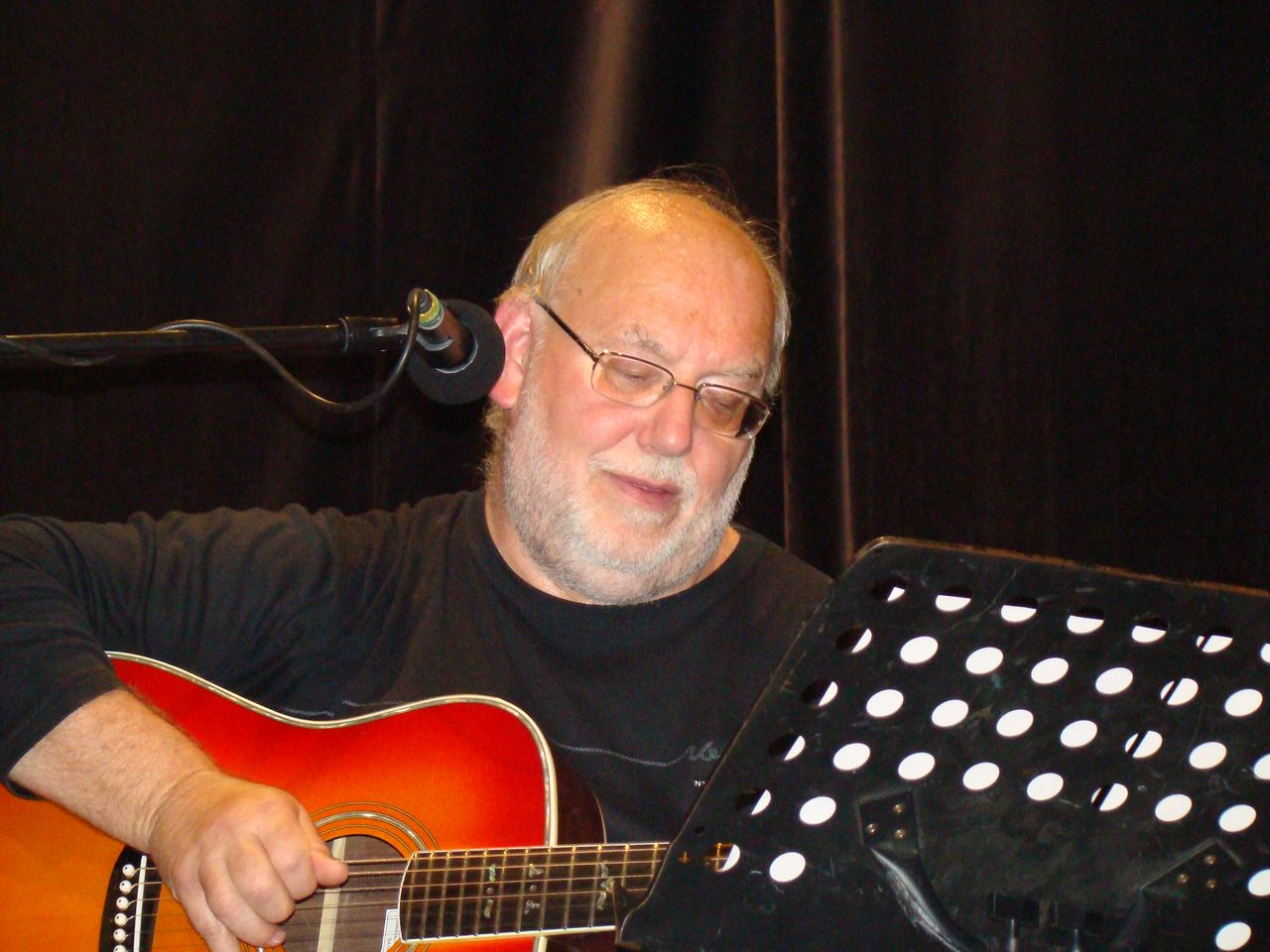
Jan Nedvěd (* 1946)

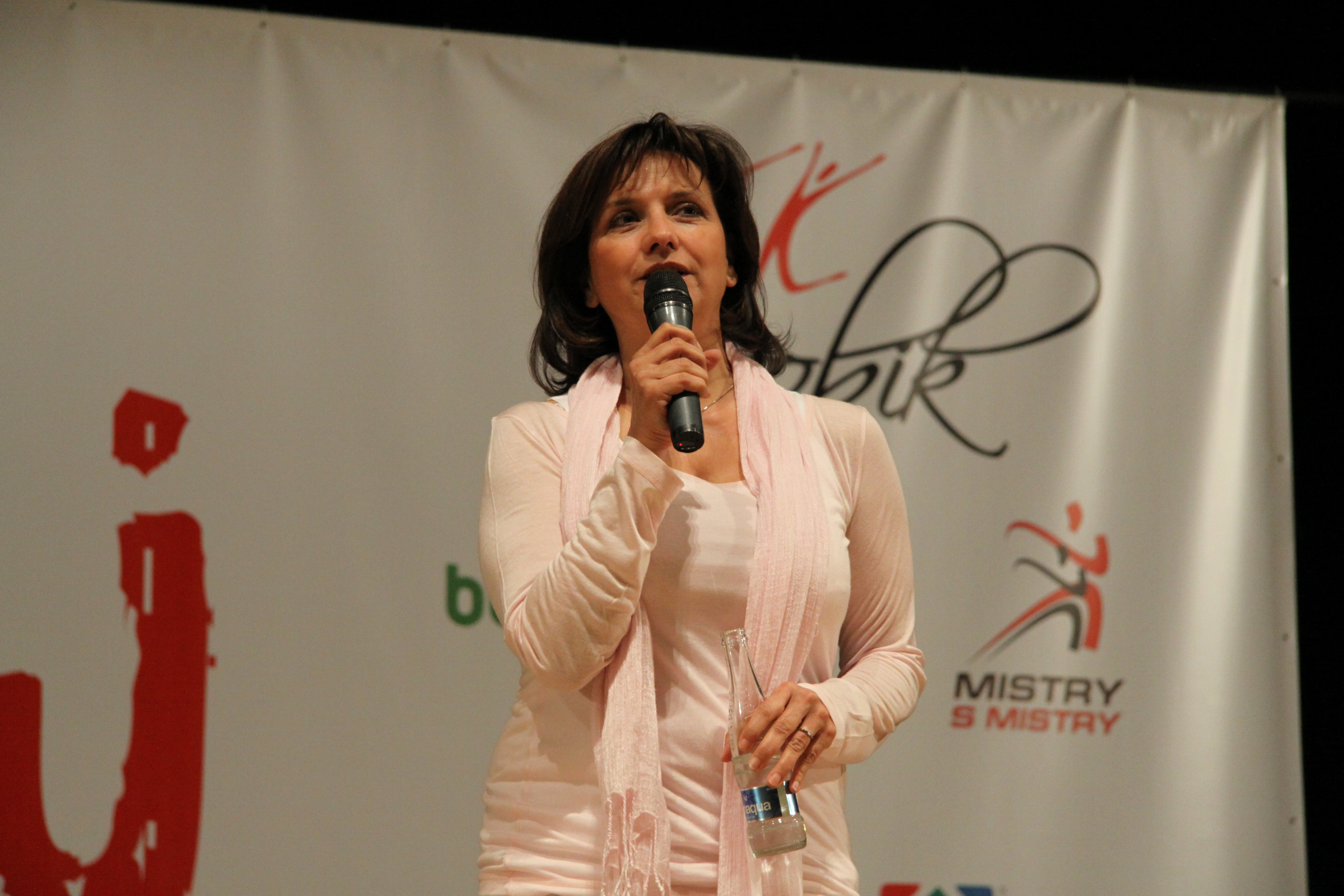
Veronika Freimanová (* 1955)

### Česko
- 1812 – Emanuel Pippich, právník a kulturní činitel († 5. ledna 1886)
- 1830 – Carl Lützow, poslanec Moravského zemského sněmu († 1892)
- 1831 – Vilém Bukovský, profesor techniky († 19. března 1899)
- 1834 – Wenzel Wenhart, rakouský pedagog a básník († 13. listopadu 1912)
- 1838 – Josef Kořán, publicista, historik a poslanec Českého zemského sněmu († 4. dubna 1912)
- 1850 – Adolf Srb, novinář († 14. dubna 1933)
- 1864 – Emil Peters, český inženýr a politik († 20. ledna 1950)
- 1871 – Václav Koranda, kněz, básník a publicista († 4. března 1920)
- 1879 – František Čapka, československý politik († 3. listopadu 1949)
- 1882 – Rudolf Winternitz, pražský architekt († 1944)
- 1886
  - Miloslav Fleischmann, lední hokejista († 12. srpna 1955)
  - Václav Holek, konstruktér zbraní († 13. prosince 1954)
- 1893 – Karel Neuwirth, český lékař v oboru urologie († 6. dubna 1970)
- 1895 – Ludvík Hilgert, architekt († 29. srpna 1967)
- 1898 – Zdeněk Kolářský, český houslista a houslový pedagog († 24. prosince 1989)
- 1900 – Karel Honzík, architekt († 4. února 1966)
- 1914 – Jiří Kolář, básník a výtvarník († 11. srpna 2002)
- 1916 – Bohumil Modrý, hokejový brankář († 21. července 1963)
- 1918 – Jaromír Velecký, malíř († 31. července 1970)
- 1919
  - Staša Fleischmannová, fotografka a autorka vzpomínkové literatury († 30. ledna 2020)
  - Václav Nelhýbel, česko-americký hudební skladatel († 22. března 1996)
- 1920
  - Bedřich Kloužek, český sochař a medailér († 2. července 1995)
  - Míla Tomášová, mikrobioložka, spisovatelka († 12. května 2001)
- 1923 – Ladislav Fuks, prozaik († 19. srpna 1994)
- 1926 – Alena Munková, novinářka a publicistka a scenáristka († 14. dubna 2008)
- 1930 – Jitka Kolínská, česká malířka, grafička a ilustrátorka († 10. srpna 1992)
- 1934 – Vilém Hejl, prozaik, scenárista a překladatel († 23. ledna 1989)
- 1939 – Bohumil Med, hráč na lesní roh, pedagog
- 1946 – Jan Nedvěd, zpěvák
- 1952 – Ivan David, lékař a politik
- 1953 – Pavel Šámal, předseda Nejvyššího soudu
- 1954 – Zdenka Tichotová, zpěvačka
- 1955 – Veronika Freimanová, herečka
- 1959 – Miroslav Vladyka, herec
- 1970 – Karel Janák, filmový a televizní režisér
- 1973
  - Michal Sup, hokejista
  - Klára Doležalová, moderátorka
- 1975 – Lukáš Houser, basketbalista
- 1990 – Tereza Budková, modelka, I. česká vicemiss 2009

### Svět

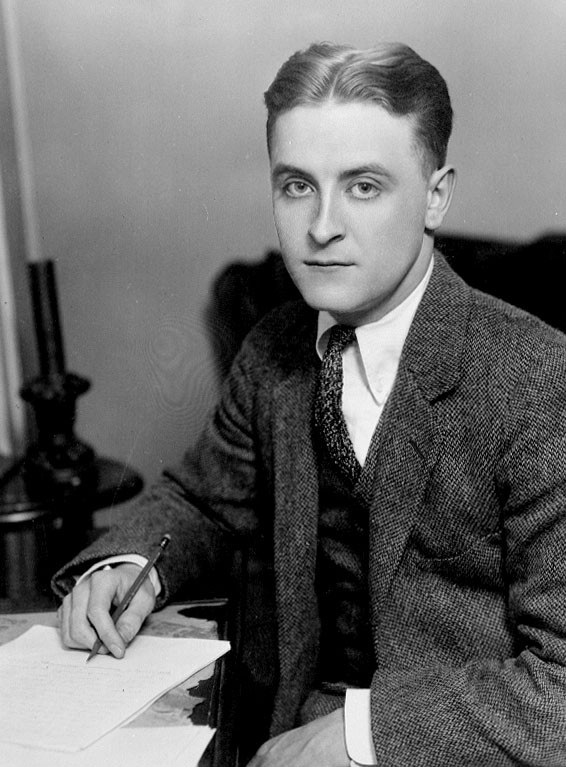
Francis Scott Fitzgerald (* 1896)

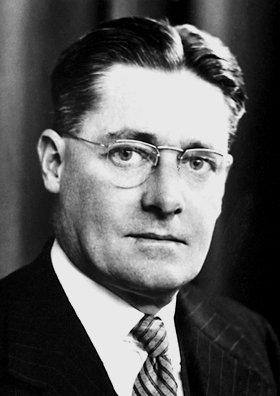
Howard Walter Florey (* 1898)

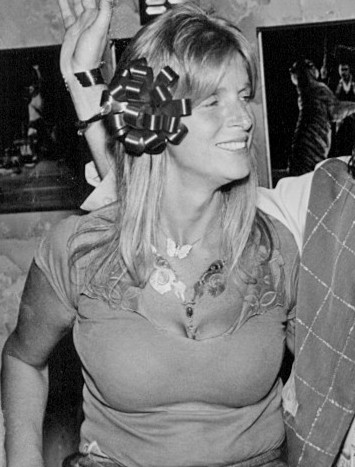
Linda McCartney (* 1947)

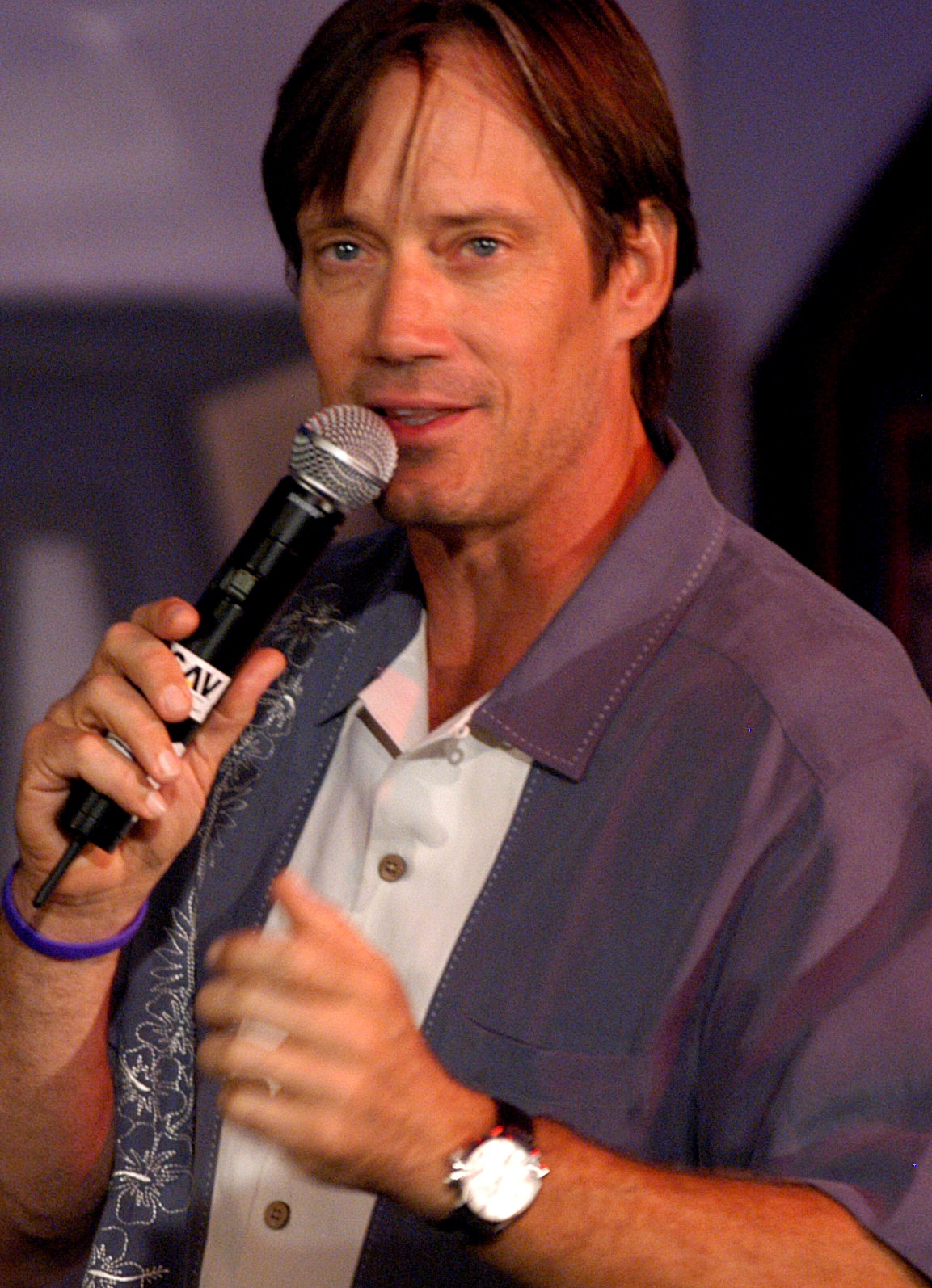
Kevin Sorbo (* 1958)

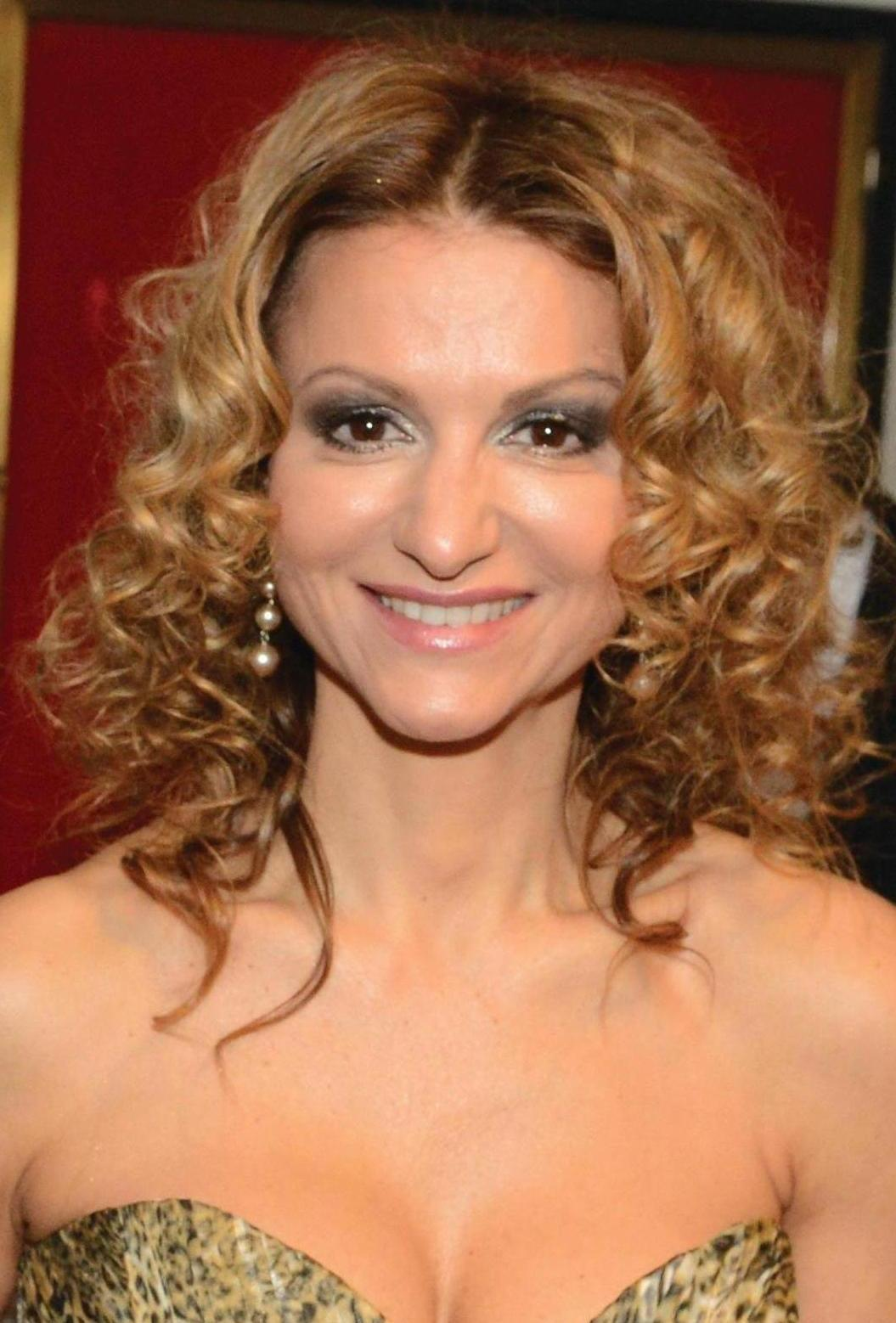
Yvetta Blanarovičová (* 1963)

- 0015 – Vitellius, římský císař († 22. prosince 69)
- 1461 – Kristina Saská, královna dánská, švédská a norská († 8. prosince 1521)
- 1501 – Gerolamo Cardano, italský matematik († 20. září 1576)
- 1513 – Kateřina Sasko-Lauenburská, švédská královna († 23. září 1535)
- 1550 – Tchang Sien-cu, čínský dramatik († 29. července 1616)
- 1555 – Hercules I. Monacký, vládce Monaka († 29. listopadu 1604)
- 1577 – Ludvík V. Hesensko-Darmstadtský, německý šlechtic a markrabě († 27. července 1626)
- 1625 – Johan de Witt, nizozemský politik († 20. srpna 1672)
- 1667 – Jean-Louis Lully, francouzský hudební skladatel († 23. prosince 1688)
- 1689 – Johann Adam Steinmetz, německý teolog († 10. července 1762)
- 1704 – Karel August Waldeck, nejvyšší velitel nizozemské armády († 19. srpna 1763)
- 1705 – Leopold Daun, rakouský maršál († 5. února 1766)
- 1709 – John Cleland, anglický spisovatel, autor prvního pornografického románu († 23. ledna 1789)
- 1717 – Horace Walpole, anglický politik, spisovatel a architekt († 2. dubna 1797)
- 1739 – Grigorij Potěmkin, ruský šlechtic († 16. října 1791)
- 1755 – John Marshall, americký právník a politik, předseda Nejvyššího soudu († 6. července 1835)
- 1762
  - William Lisle Bowles, anglický básník a kritik († 7. dubna 1850)
  - Chatam Sofer, židovský učenec, bratislavský rabín († 3. října 1839)
- 1772 – Guillaume de Vaudoncourt, francouzský generál († 2. května 1845)
- 1817 – Ramón de Campoamor y Campoosorio, španělský básník a politik († 11. února 1901)
- 1821 – Cyprian Kamil Norwid, polský básník a malíř († 23. května 1883)
- 1851 – Hugo Gerhard Ströhl, rakouský heraldik († 7. prosince 1919)
- 1861 – František Josef Battenberský, princ z rodu Battenbergů († 31. července 1924)
- 1864 – Cyril Horváth, slovenský právník a národovec († 2. srpna 1931)
- 1868 – Tomás López Torregrosa, španělský hudební skladatel († 23. června 1913)
- 1871 – Lottie Dodová, pětinásobná wimbledonská vítězka († 27. června 1960)
- 1878 – Charles-Ferdinand Ramuz, švýcarský spisovatel a básník († 23. května 1947)
- 1884
  - Gustave Garrigou, francouzský cyklista († 28. ledna 1963)
  - İsmet İnönü, druhý turecký prezident († 25. prosince 1973)
  - Hugo Schmeisser, německý konstruktér pěchotních zbraní († 12. září 1953)
- 1886 – Pinchas Kohen, izraelský agronom a vychovatel († 27. června 1956)
- 1889 – Eberhard von Mackensen, generálplukovník německého Wehrmachtu († 19. května 1969)
- 1890 – Rudolf Viest, ministr čs. vlády v exilu, slovenský generál, vedoucí osobnost SNP († 1945)
- 1891 – William Frederick Friedman, americký kryptolog († 12. listopadu 1969)
- 1893
  - Rafael Millán Picazo, španělský hudební skladatel († 8. března 1957)
  - Blind Lemon Jefferson, americký bluesový kytarista a zpěvák († 19. prosince 1929)
- 1894 – Jean Casale, francouzský stíhací pilot († 23. června 1923)
- 1895 – André Frédéric Cournand, francouzsko-americký lékař, Nobelova cena 1956 († 19. února 1988)
- 1896 – Francis Scott Fitzgerald, americký spisovatel († 21. prosince 1940)
- 1898 – Howard Walter Florey, australský farmakolog, Nobelova cena za fyziologii a medicínu 1945 († 21. února 1968)
- 1902 – Rúholláh Chomejní, šíitský vůdce protišáhovské revoluce v Íránu († 3. června 1989)
- 1905 – Severo Ochoa, španělsko-americký lékař a biochemik, Nobelova cena za fyziologii a medicínu 1959 († 1. listopadu 1993)
- 1911 – Konstantin Ustinovič Černěnko, sovětský politik († 10. března 1985)
- 1913 – Wilson Rawls, americký spisovatel († 16. prosince 1984)
- 1914 – Andrzej Panufnik, polský hudební skladatel a dirigent († 27. října 1991)
- 1918
  - Šraga Weil, izraelský výtvarný umělec († 20. února 2009)
  - Richard Hoggart, britský literární teoretik († 10. dubna 2014)
- 1920
  - Leo Marks, anglický kryptograf, dramatik a scenárista († 15. ledna 2001)
  - Richard Ira Bong, americký válečný pilot († 6. srpna 1945)
- 1921 – Franz Eppel, rakouský historik umění († 13. září 1976)
- 1923
  - Fats Navarro, americký jazzový trumpetista a skladatel († 7. července 1950)
  - Ziemowit Fedecki, polský slavista a překladatel († 8. ledna 2009)
- 1925 – Geoffrey Burbidge, britsko-americký astronom († 26. ledna 2010)
- 1926
  - Kâmuran Şipal, turecký spisovatel a překladatel († 18. září 2019)
  - Ricardo María Carles Gordó, španělský kardinál († 17. prosince 2013)
- 1929 – John Carter, americký klarinetista, saxofonista a flétnista († 31. března 1991)
- 1930
  - Józef Krupiński, polský básník († 1. září 1998)
  - John Watts Young, americký astronaut († 5. ledna 2018)
- 1931
  - Medardo Joseph Mazombwe, zambijský kněz, arcibiskup Lusaky, kardinál († 29. srpna 2013)
  - Anthony Newley, anglický herec, zpěvák a textař († 14. dubna 1999)
- 1933
  - Mel Taylor, americký rockový bubeník († 11. srpna 1996)
  - Raffaele Farina, italský kardinál, salesián
- 1934 – Jasutaka Cucui, japonský spisovatel, dramatik, herec a jazzový klarinetista
- 1936 – Jim Henson, americký loutkoherec († 16. května 1990)
- 1939 – Wayne Henderson, americký pozounista a hudební producent († 4. dubna 2014)
- 1941 – Linda McCartney, americká fotografka († 17. dubna 1998)
- 1943 – Antonio Tabucchi, italský spisovatel († 25. března 2012)
- 1944 – Gilles Lipovetsky, francouzský filosof, sociolog, esejista
- 1946
  - Natalja Arinbasarova, ruská herečka kazašského a polského původu.
  - Stuart Wilde, britský spisovatel († 1. května 2013)
  - Mária Mračnová, slovenská atletka
- 1950 – Harriet Walterová, britská herečka
- 1953 – Matthias Thumser, německý historik
- 1954 – Marco Tardelli, italský fotbalista
- 1956 – Ilona Slupianeková, německá olympijská vítězka ve vrhu koulí
- 1957 – Brad Bird, americký režisér, scenárista
- 1958 – Kevin Sorbo, americký herec
- 1961 – Fiona Corke, australská herečka
- 1963 – Yvetta Blanarovičová, československá herečka a zpěvačka
- 1964 – Dominik Blum, švýcarský hudebník
- 1966 – Alfred Hörtnagl, rakouský fotbalista
- 1967 – Noreena Hertzová, anglická ekonomka
- 1980
  - John Arne Riise, norský fotbalista
  - Daniele Bennati, italský cyklista
  - Aurélien Wiik, francouzský herec
- 1981 – Tomáš Surový, slovenský hokejista
- 1982 – Peter Mulligan, americký basketbalista
- 1984
  - Klaudia Jansová, polská tenistka
  - Taylor Eigsti, americký klavírista
- 1985 – Eleanor Cattonová, novozélandská spisovatelka
- 1991 – Owen Farrell, anglický ragbista
- 1992 – Pita Ahki, tonžský ragbista
- 1996 – GoGoManTV, slovenský youtuber a vloger
- 2003 – Joe Locke, manský herec

## Úmrtí

### Česko

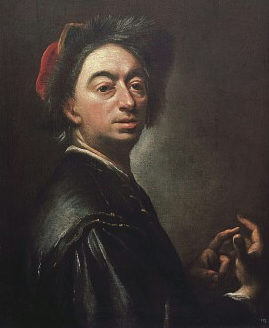
Petr Brandl († 1735)

- 1405 – Prokop Lucemburský, markrabě moravský (* 1354)
- 1735 – Petr Brandl, malíř (* 24. října 1668)
- 1763 – Jan Krumlovský, skladatel a virtuóz na violu d’amore (* 10. listopadu 1719)
- 1921 – František Mlčoch, československý politik (* 1. ledna 1855)
- 1930 – Emanuel Lehocký, československý politik (* 4. ledna 1876)
- 1932 – Alfred Maria Jelínek, právník, hudební skladatel a sbormistr (* 15. března 1884)
- 1935 – František Veselý, československý ministr spravedlnosti (* 1863)
- 1938 – Bohumil Hošek, dozorce finanční stráže a člen stráže obrany státu (* 17. března 1910)
- 1940 – Karel Koubek, český malíř (* 23. září 1896)
- 1942 – Antonín Cechner, architekt, restaurátor, pedagog a znalec středověkých památek (* 25. dubna 1857)
- 1966 – Otto Rothmayer, český architekt (* 28. února 1892)
- 1967 – Karel Chotek, etnograf (* 12. června 1881)
- 1976
  - Pavel Nauman, spisovatel, novinář a historik (* 2. května 1907)
  - Jan Tříska, akademický sochař (* 4. prosince 1904)
- 1980
  - Arnošt Okáč, analytický chemik (* 5. srpna 1903)
  - Jiří Hrzán, herec, zpěvák a televizní a estrádní bavič (* 30. března 1939)
- 1984
  - Zuzka Zguriška, slovenská spisovatelka (* 13. dubna 1900)
- 2006 – Ota Gregor, lékař (* 4. prosince 1916)
- 2007 – Otto Špaček, stíhací letec (* 1918)
- 2008 – Petr Mišoň, biolog a politik (* 24. ledna 1937)
- 2009 – Ljuba Štíplová, scenáristka, spisovatelka, autorka knížek pro děti, spoluautorka komiksu Čtyřlístek (* 30. dubna 1930)
- 2020 – Ondřej Hodboď, atlet, mladší bratr běžce Lukáše Hodbodě (* 2001)

### Svět

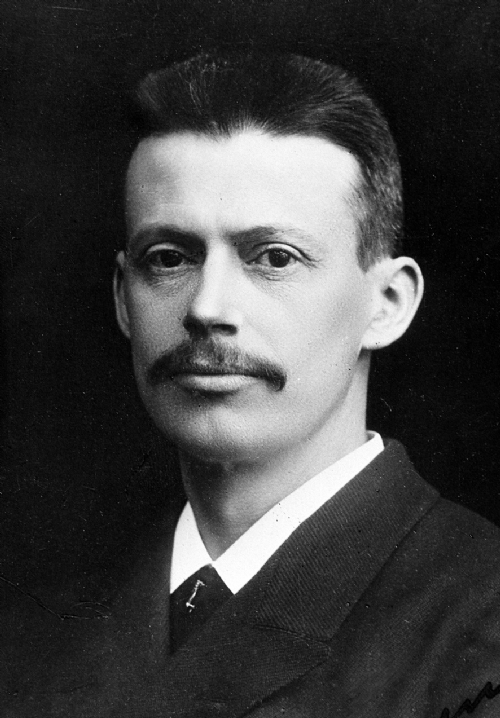
Niels Ryberg Finsen († 1904)

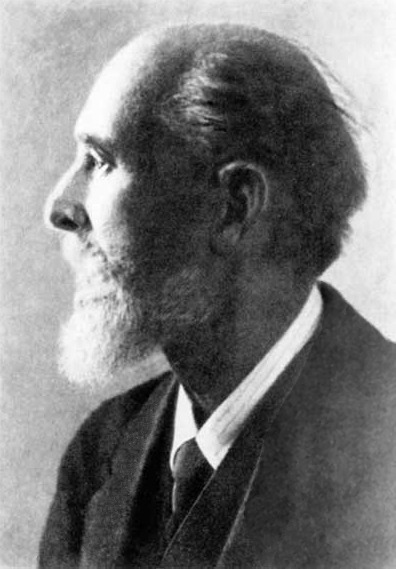
Carl Fabergé († 1920)

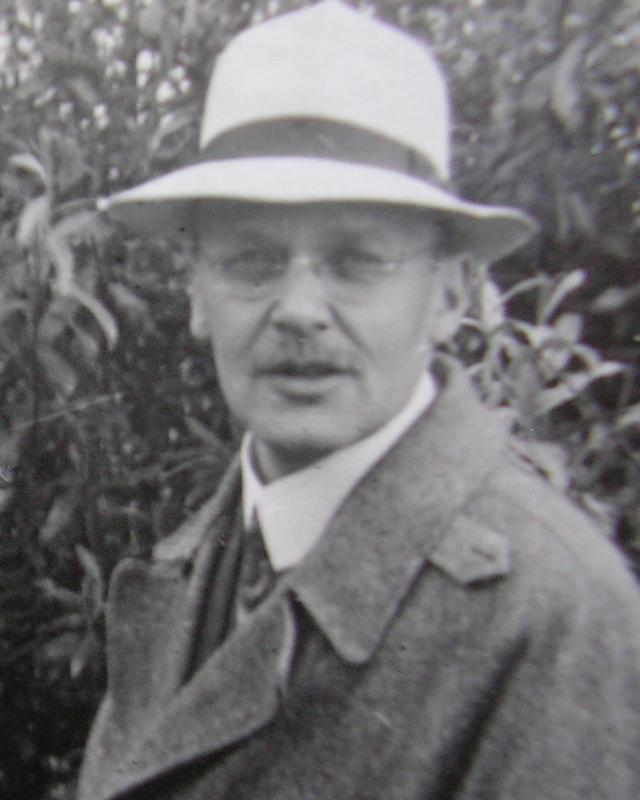
Hans Geiger († 1945)

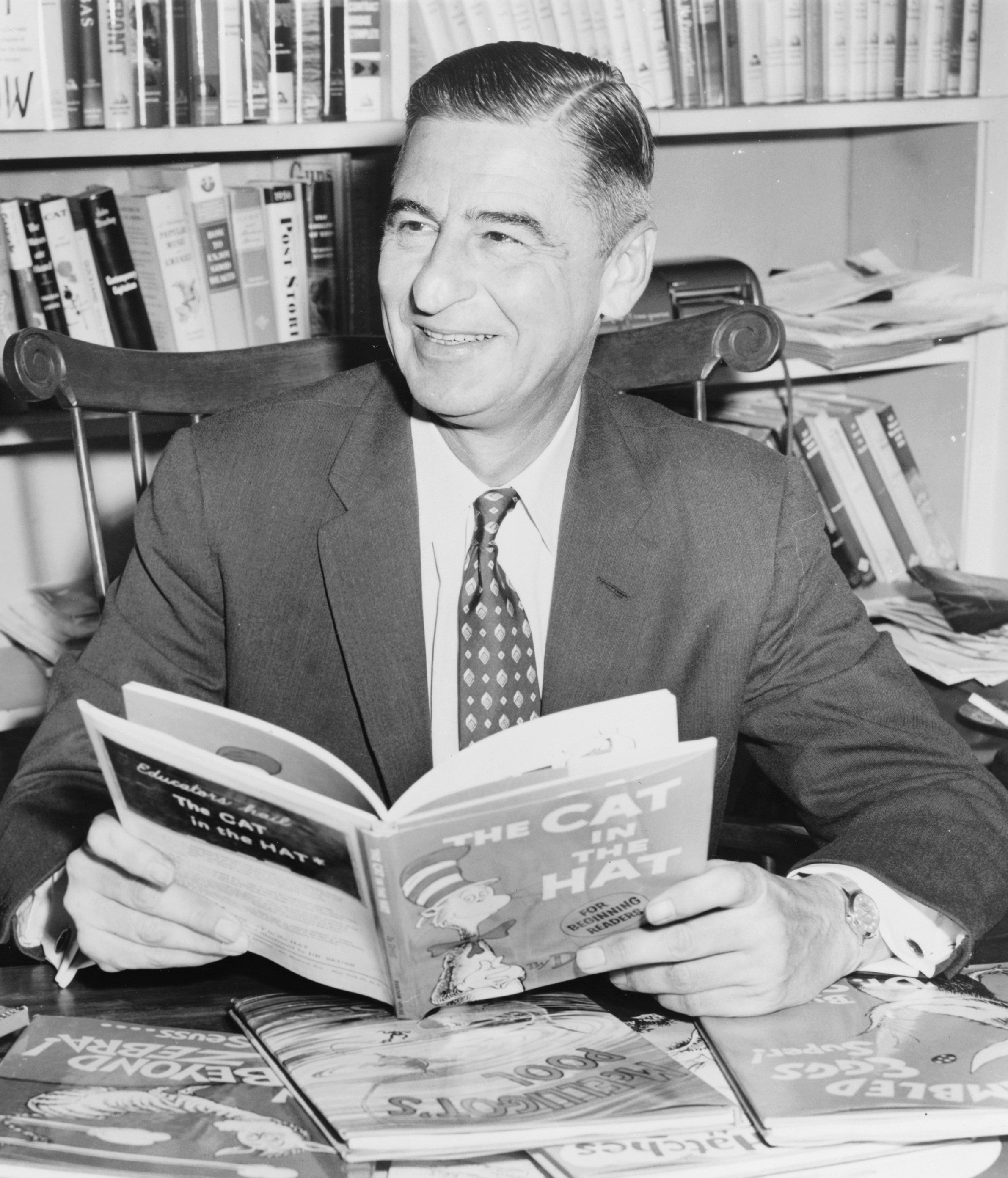
Dr. Seuss († 1991)

- 0366 – Liberius, papež katolické církve (* ?)
- 0768 – Pipin III. Krátký, franský král (* 714)
- 1054 – Heřman z Reichenau, středověký kronikář, učenec, básník a skladatel (* 1013)
- 1143
  - Inocenc II., papež (* ?)
  - Agnes z Waiblingenu, rakouská markraběnka (* 1072)
- 1180 – Manuel I. Komnenos, byzantský císař (* 1118)
- 1228 – Štěpán I. Prvověnčaný, srbský panovník (* okolo 1170)
- 1541 – Paracelsus, německý alchymista (* 1493)
- 1545 – Albrecht Braniborský, arcibiskup mohučský a magdeburský, kardinál (* 28. června 1490)
- 1572 – Túpac Amaru I., poslední panovník incké říše (* ?)
- 1732 – Reigen, japonský císař (* 9. července 1654)
- 1802 – Alexandr Nikolajevič Radiščev, ruský spisovatel, filosof a revolucionář (* 31. srpna 1749)
- 1812 – Pjotr Ivanovič Bagration, ruský generál (* 10. července 1765)
- 1813 – André Ernest Modeste Grétry, belgický hudební skladatel (* 1741)
- 1834 – Pedro I. Brazilský, brazilský císař (* 1798)
- 1840 – William Garrow, britský obhájce, politik a soudce (* 13. dubna 1760)
- 1848 – Branwell Brontë, anglický malíř a básník (* 26. června 1817)
- 1860 – Marie Württemberská, sasko-kobursko-gothajská vévodkyně (* 17. září 1799)
- 1862 – Anton Martin Slomšek, slovinský biskup (* 1800)
- 1881 – Friedrich von Thun und Hohenstein, rakouský diplomat (* 8. května 1810)
- 1883 – Heinrich August Jäschke, misionář Jednoty bratrské a jazykovědec (* 24. května 1817)
- 1886 – Jules Duboscq, francouzský optik (* 5. března 1817)
- 1891 – Alexandra Řecká a Dánská, řecká princezna a ruská velkokněžna (* 30. srpna 1870)
- 1904 – Niels Ryberg Finsen, dánský lékař a fyziolog (* 1860)
- 1911
  - Dmitrij Bogrov, ruský revolucionář (* 11. února 1887)
  - Filip Zaleski, předlitavský státní úředník a politik (* 28. června 1836)
- 1915 – Pjotr Durnovo, ruský politik a ministr vnitra (* 5. dubna 1845)
- 1920 – Carl Fabergé, ruský zlatník (* 30. května 1846)
- 1929
  - Adolf Richard Zsigmondy, německý chemik (* 1. dubna 1865)
  - Mahidol Adulyadej, thajský panovník (* 1. ledna 1892)
- 1930 – Otto Mueller, německý expresionistický malíř (* 16. listopadu 1874)
- 1939
  - Danilo Alexandr Petrović-Njegoš, černohorský korunní princ (* 29. června 1871)
  - Carl Laemmle, americký filmový producent (* 17. ledna 1867)
- 1941 – Gottfried Feder, německý nacistický ekonomický teoretik (* 27. ledna 1883)
- 1944 – Irena Kowalska-Wuttke, polská harcerská instruktorka a odbojářka (* 21. května 1920)
- 1945 – Johannes Wilhelm Geiger, německý fyzik (* 30. září 1882)
- 1950 – Viktorie Hesensko-Darmstadtská, hesenská princezna (* 5. dubna 1863)
- 1966 – Věra Weizmannová, manželka prvního izraelského prezidenta Chajima Weizmanna (* 27. listopadu 1881)
- 1967 – Robert van Gulik, nizozemský orientalista a spisovatel (* 9. srpna 1910)
- 1973 – Nikolaj Nikolajevič Žukov, ruský sovětský malíř, grafik a ilustrátor (* 2. prosince 1908)
- 1976
  - Wilhelm Kamlah, německý filosof (* 3. září 1905)
  - Franciszek Jop, diecézní biskup opolský (* 8. října 1897)
- 1984 – Pierre Emmanuel, francouzský básník (* 3. května 1916)
- 1991 – Dr. Seuss, americký spisovatel (* 2. března 1904)
- 1998 – Genrich Saulovič Altšuller, ruský inženýr a spisovatel sci-fi (* 15. října 1926)
- 2003 – Derek Prince, britský kazatel (* 14. srpna 1915)
- 2004 – Françoise Saganová, francouzská spisovatelka a dramatička (* 21. června 1935)
- 2014 – Christopher Hogwood, britský dirigent, cembalista a muzikolog (* 10. září 1941)
- 2016 – Bill Mollison, australský přírodovědec a psycholog (* 4. května 1928)
- 2018 – Jana Kocianová, slovenská zpěvačka (* 8. června 1946)
- 2022 – Pharoah Sanders, americký jazzový saxofonista (* 13. října 1940)

## Svátky

### Česko
- Jaromír, Jaromíra
- Grizelda
- Mercedes
- Terenc, Terencius
- Gerik, Garik

### Svět
- Světový den proti softwarovým patentům
- Guinea Bissau: Státní svátek
- Peru: Den ozbrojených sil
- Kambodža: Den ústavy

### Liturgický kalendář
- Sv. Gerard (Jaromír)

| 24. září v pražském KlementinuÚdaje jsou platné k 11. 3. 2025. | 24. září v pražském KlementinuÚdaje jsou platné k 11. 3. 2025. | 24. září v pražském KlementinuÚdaje jsou platné k 11. 3. 2025. |
| minimum                                                        | denní průměr                                                   | maximum                                                        |
| -------------------------------------------------------------- | -------------------------------------------------------------- | -------------------------------------------------------------- |
| 1,6 °C (1889)                                                  | 13,5 °C (od 1961)                                              | 25,5 °C (1866)                                                 |